# کلافه از گرما
کلافه از گرما (انگلیسی: Dead of Summer) یک فیلم درام به کارگردانی نلو ریسی است که در سال ۱۹۷۰ منتشر شده است. از بازیگران آن می‌توان به جین سیبرگ اشاره کرد.